# Hallyuworld
Hallyuworld (hangul: 한류월드, Halljuvoldu, RR: Hallyuwoldeu) Dél-Korea Kojang (Goyang) városának Ilszan (Ilsan) kerületében épülő élménypark, melyet Kjonggi (Gyeonggi) tartomány és a Korea Tourism Organization közösen hoz létre, mintegy 635 millió dollárból. Az élményparkot a koreai hullám jegyében hozzák létre.

## Attrakciók
A hagyományos hullámvasutakon kívül a létesítményben helyet kapnak bevásárlóközpontok, kulturális központok is.
A területen épül 18 000 férőhelyes koncertaréna is, kifejezetten K-pop-koncertek lebonyolításához. Az arénához egy kisebb, 2000 férőhelyes koncertterem, popzene-múzeum és oktatási épületek is csatlakoznak majd. A projekt 200 milliárd vonba kerül, 25 milliárd vont az állam bocsát rendelkezésre.
A területen 2013 decemberében megnyitották a Bitmaru Digitális Műsorszóró Központot.

## Egyéb szolgáltatások
A Hallyuworld területén a 3-as zónában a kínai HNA Group épít szállodákat összesen 1600 szobával, a 2-es zónában pedig a Daemyung Resort épít 377 szobás, 20 emeletes, 4 földalatti szinttel rendelkező szállodát. Más vállalkozókkal is szerződtek további szálláshelyek építésére, 2020-ig összesen 4000 szobát biztosít majd az élménypark.